# Berthold Faust
Berthold Faust (* 1935 in Hofheim am Taunus; † 8. Oktober 2016, in Kriftel) war ein deutscher Maler und Grafiker. Er ist bekannt insbesondere für seine realistischen Tierzeichnungen. Um selbst kleinste Details exakt wiederzugeben, dienen ihm eigene sorgfältige Naturbeobachtungen, daneben aber auch Fotografien, Präparate und das Mikroskop.
Prägend in seiner künstlerischen Laufbahn war der Unterricht bei Ludwig Meidner, in der Zeit des Hofheimer Künstlerkreises.

## Karriere
Berthold Faust ist ausgebildeter Typograph und Graphiker, er arbeitete in drei verschiedenen Werbeagenturen Frankfurts, nach vier Jahren als Layouter folgten sieben Jahre als Art Director, schließlich zwei Jahre als Creative Director. Während dieser ganzen Zeit studierte er Malerei mit Josef Faust, Oswald Fach, Wilhelm Görlich und Ludwig Meidner. Auf der Suche nach idealistischem Engagement, wandte er sich von der Werbebranche ab, engagierte sich im Naturschutz und wurde hauptberuflich selbständiger Illustrator.
Während er in seiner Jugend für Zeichnungen und Bilder der historischen Altstadt Hofheims bekannt war, widmete er sich bald der Natur, insbesondere der Vogelwelt. Das aufkommende Interesse an der Natur in den siebziger Jahren in Deutschland bot dafür gute Gelegenheit. Fausts erste Veröffentlichung (Rettet die Vögel, 1977) wurde ein Bestseller. Seither illustrierte er zahlreiche Bücher, die Naturkenntnis und Naturschutz zum Ziel haben. Fausts Arbeiten wurden oft ausgestellt, 1995 tourte seine Ausstellung Natur in Portraits—Bilder von Berthold Faust durch Deutschland. Er gilt als einer der wichtigsten naturkundlichen Illustratoren Deutschlands, dessen Darstellungen (und Ansichten) zu bedrohten Tierarten gefragt sind, wie zahlreiche Presseberichte dokumentieren.

## Ausgewählte Werke
- Rettet die Vögel (Gütersloh: Horst Stern, 1977)
- Rettet die Wildtiere (Stuttgart: Rudolf Schreiber, 1980)
- Rettet die Frösche (Stuttgart: Rudolf Schreiber, 1983)
- Naturschutz in der Gemeinde. Praktischer Ratgeber für Jedermann, with Claus-Peter Hutter and others (Stuttgart, 1985)
- Wunderland am Wegesrand, with Claus-Peter Hutter (Stuttgart: Thienemann, 1988)[3]
- Schützt die Reptilien Claus-Peter Hutter (Stuttgart/Vienna, 1994)
- Wo Tiere und Pflanzen leben: Unsere Lebensräume entdecken, with Ulrich Schmid (Stuttgart, 2006)

## Ausstellungen (Auswahl)
- Bonn, Museum Koenig, 1981[11]
- Middelhagen, Natur in Portraits—Bilder von Berthold Faust, 1995[12]
- Berchtesgaden, Natur in Portraits—Bilder von Berthold Faust, 1995[13]
- Hofheim, Stadtmuseum, Sehenswerte Natur, 1996[7][9][14]